# Архитектура Естоније

## Историја

### Древна Естонија
Карактеристика ране естонске архитектуре су многа упоришта и тврђаве које се налазе широм земље, на пример упоришта Варбола и Ваљала. Важније од њих, површине до 1 000 м2, налазиле су се на важним раскрсницама путева, где су се на крају  развиле у комерцијална чворишта, као што су Талин, Тарту и Отепа.

### Готичка архитектура
Хришћанство је у Естонију донето кроз северне крсташке ратове и донело је огромне промене у друштву, култури и архитектури Естоније. Утицаји су углавном долазили из немачког говорног подручја и Скандинавије. Нова религија је подстакла подизање цркава широм данашње Естоније, почев од 13. века. Прве цркве су вероватно биле дрвене; од ових ниједна није преживела. Најраније цркве које још увек постоје биле су чврсто грађене и налик на тврђаве; Ваљала црква на Сареми је један пример. Мајстори зидари и вајари који су играли значајну улогу у раној црквеној архитектури су углавном долазили са Готланда. Касније, како је хришћанство постало чвршће укорењено, подизане су веће и сложеније цркве, посебно у северној Естонији током 15. века. Средњовековне цркве у старом граду у Талину, попут Катедрале, цркве Светог Олафа (највиша зграда у Европи у 16. веку) или цркве Светог Духа, још увек сведоче о високо развијеном готичком стилу архитектуре. Изван Талина, многе цркве су оштећене током честих ратова, посебно Ливонског рата и Великог северног рата, а немар током совјетске окупације проузроковао је много разарања међу црквама у Естонији, тако да је само неколико раних цркава преживело непромењено до данас. У каснијим годинама, међутим, вршени су интензивни рестаураторски радови, а посебно на Сареми и у северној Естонији, где још увек постоје занимљиви примери релативно добро очуваних средњовековних цркава.
Крсташи су такође оставили траг у земљи подижући велики број замкова који су служили као средство за стицање војне и административне контроле над земљом. Подигнути су и велики комплекси замкова, названи дворци војних редова по Тевтонским и другим крсташким редовима који су их подигли, и мања локална утврђења која нису била намењена великим војним акцијама (локално позната као „вазални замкови“). Добри примери већих замкова који још увек постоје укључују замак Херман у Нарви, замак Томпеа у Талину и замак Куресаре на Сареми. Од мањих двораца и данас постоје замак Пуртсе, кула Киу и кула Вао. Многи замкови подигнути током средњег века уништени су у каснијим ратовима, а Естонија обилује рушевинама замкова.
Ширење и развој естонских градова попут Талина и Нарве у ханзатске градове током средњег века такође је подстакао развој грађанске архитектуре. Грађанске куће са забатним фронтовима, великом предњом салом са камином и мањим дневним боравком позади постале су популарне; стил је постао познат као "талинска готика" и преузели су га градитељи у Финској, Шведској и Новгороду. Остале још увек постојеће средњовековне грађанске грађевине сведоче о важности Талина као важног трговачког града; Градска кућа у Талину је данас важна историјска знаменитост, као и Раеаптек (градска апотека) и зграде некадашњих цехова у Талину, односно Великог цеха (1410), Цеха Светог Олафа (1422) и каснијег Братства црних глава (око 1597). Из тог периода је и изванредно очуван градски зид Талина. Све у свему, стари град Талин је једна од најбоље очуваних средњовековних архитектонских целина на свету, а од 1997. године налази се на листи светске баштине Унеска.

### Барок и рококо
Барокна и рококо архитектура у Естонији представљена је углавном зградама које је подигла руска царска администрација и локална аристократија. Најлепши пример који још увек постоји је палата Кадриорг, у петровском барокном стилу. Пре Другог светског рата, замак Полтсама је био необично леп пример рококо архитектуре у Естонији; замак је уништен током рата и од њега су остале само рушевине.
Још од северних крсташких ратова и успостављања балтичког племства које говори немачки као класе земљопоседника, село Естоније је карактерисао властелински систем који су спроводили виши слојеви. Од барока па надаље, многе племићке куће опстају и доприносе архитектонском наслеђу Естоније. Село Естоније има око 2000 историјских имања, многа у барокном и рококо стилу, нпр. Сауе, Палмсе или Вана имања, али такође представљају низ стилова од необарока и неокласицизма до архитектуре Тјудора.

### Класицизам
Центар очуване неокласицистичке архитектуре је Тарту, Градска кућа и околне зграде из 18. века. Главна зграда Универзитета у Тартуу (1803–09) је пример високог класицизма. Архитектура племићких кућа и даље доминира сеоским простором, а имања као што су Саку, Курема и Суре-Копу представљају пример стила. У Талину су изграђене и неке значајне резиденције, нпр Кућа Стенбок и зграда у улици Кохту бр. 8 (архитекта Карл Лудвиг Енгел, у којој се данас налази естонски канцелар правде), обе на брду Томпеа.

### Архитектура касног 19. века
Као и у остатку Европе, касни 19. век је био време архитектонског експериментисања стилова у Естонији. Различите врсте историзма и еклектицизма постале су уобичајене. Неоготика је постала популаран стил, не само међу племићким кућама, што се може видети на имањима Алатскиви или Сангасте.
Крајем периода, утицаји сецесије су стигли до Естоније. Главни извори инспирације били су делом живахна сецесија у Риги, а делом фински национални романтизам. Можда најпознатији архитекта који је радио у стилу Арт Нуво у Естонији био је Жак Розенбаум.
Саборна црква Александра Невског у Талину је пример руског препорода из 19. века када је Естонија била губернија Руског царства.

### 20. век
Центар града Силамае у целини је вредан пажње пример стаљинистичке архитектуре у Естонији.

### Галерија
- Црква Св. Катерине Муху (13. век)
- Дворац Колувере (почетак 13. века)
- Раеаптек (рани 15. век)
- Кућа црних глава, Талин (1597)
- Палата Кадриорг (1718)
- Вору Православна црква Св. Катерине, рани примерак класицизма (1804)
- Универзитет у Тартуу, главна зграда,(1803-1809)
- Стил сецесија у Талину, завршена 1910)

## Савремена архитектура
- Fahle зграда у Талину
- Јогева аутобуска станица